# Puerto de Villatoro
El puerto de Villatoro es un puerto de montaña situado al suroeste de la provincia de Ávila, en España.

## Situación

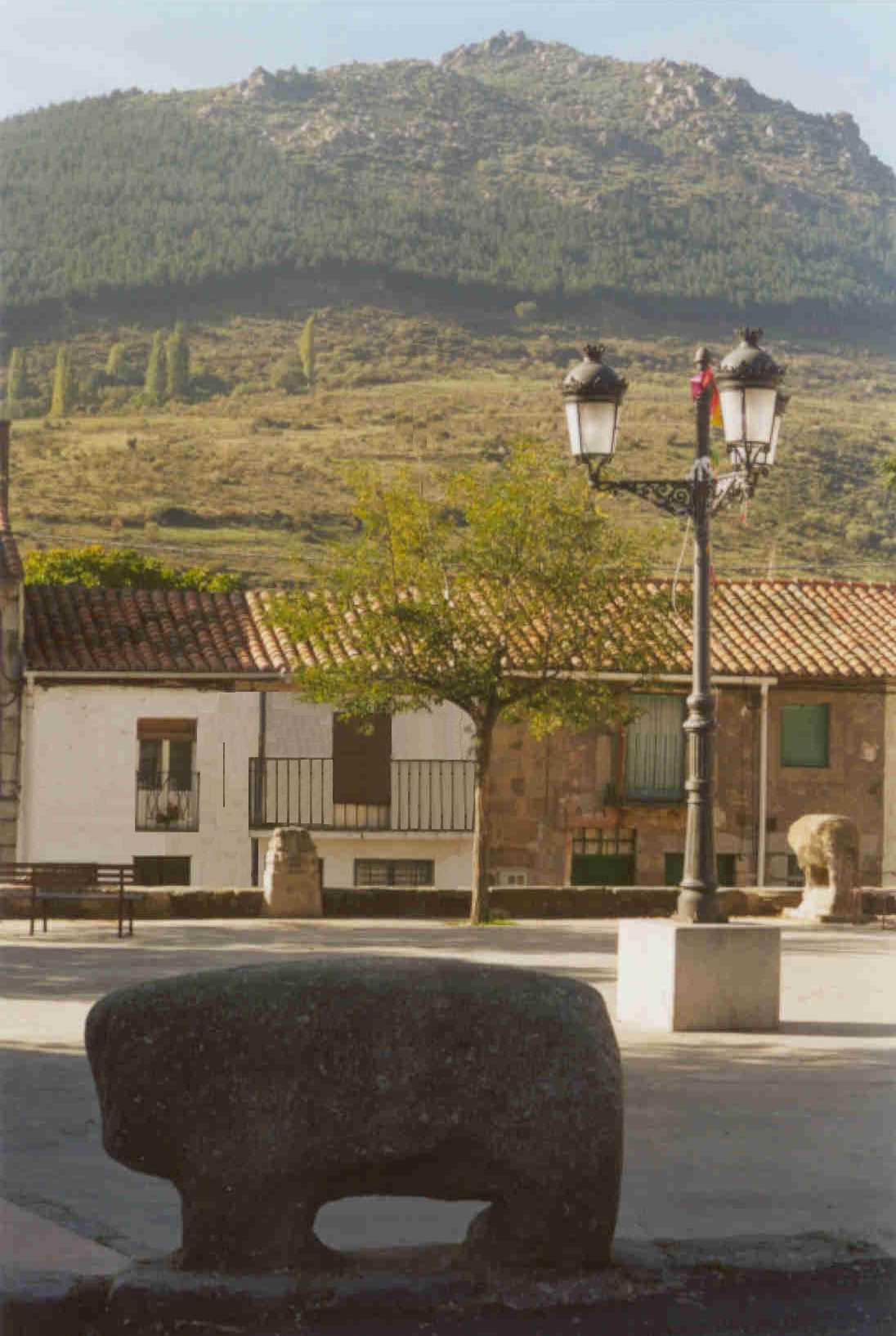
Verraco de piedra en Villatoro.

Tiene una altitud de 1386 metros sobre el nivel del mar y comunica el Valle de Amblés con el Valle del Corneja (Valdecorneja), a través de la carretera nacional 110 que une las localidades de Casas del Puerto y Villatoro, sirviendo de límite jurisdiccional entre ambos municipios. Es el paso natural entre el macizo de La Serrota y la sierra de Ávila. 
De su cima sale un desvío hacia el norte que lleva a la localidad de Villanueva del Campillo, situada a 1449 metros, tras superar un fuerte repecho (1545 m s. n. m.), junto a Peña Bermeja.
- En su vertiente este parte de Villatoro a 1185 metros, tiene un recorrido de 4 km y un desnivel de 201 metros.
- En su vertiente oeste parte de Casas del Puerto a 1178 m, tiene un recorrido de 4,5 km y un desnivel de 208 metros.

## Usos
El puerto de Villatoro es el principal paso hacia el sur de las provincias de Ávila y Salamanca y el norte de la provincia de Cáceres. Al estar en la red nacional de carreteras es un puerto bastante transitado. Pese a ello, está en muy buen estado y la conducción es agradable.
El puerto de Villatoro ha sido puntuable en varias carreras ciclistas, la más importante de ellas es la Vuelta a España, que ha pasado por él en diversas ocasiones. Está considerado un puerto de baja dificultad (4.ª categoría) debido a su poco desnivel y al buen estado de la carretera.